# Костылево (Смоленский район)
Костылево — упразднённая деревня в Смоленском районе Смоленской области России. Входила в Лоинское сельское поселение. 

## География
Расположена в западной части области в 46 км к северо-западу от Смоленска, в 5 км юго-западнее автодороги Р133 Смоленск — Невель. В 25 км южнее деревни расположена железнодорожная станция Поселковая на линии Смоленск — Витебск. 

## История
В годы Великой Отечественной войны деревня была оккупирована гитлеровскими войсками в июле 1941 года, освобождена в сентябре 1943 года.  
По состоянию на 2007 год постоянного населения не имеет. 
Упразднена постановлением Смоленской областной Думы от 25 февраля 2010 года № 22 «Об упразднении отдельных территориальных единиц Смоленской области».  